# Albert Drach

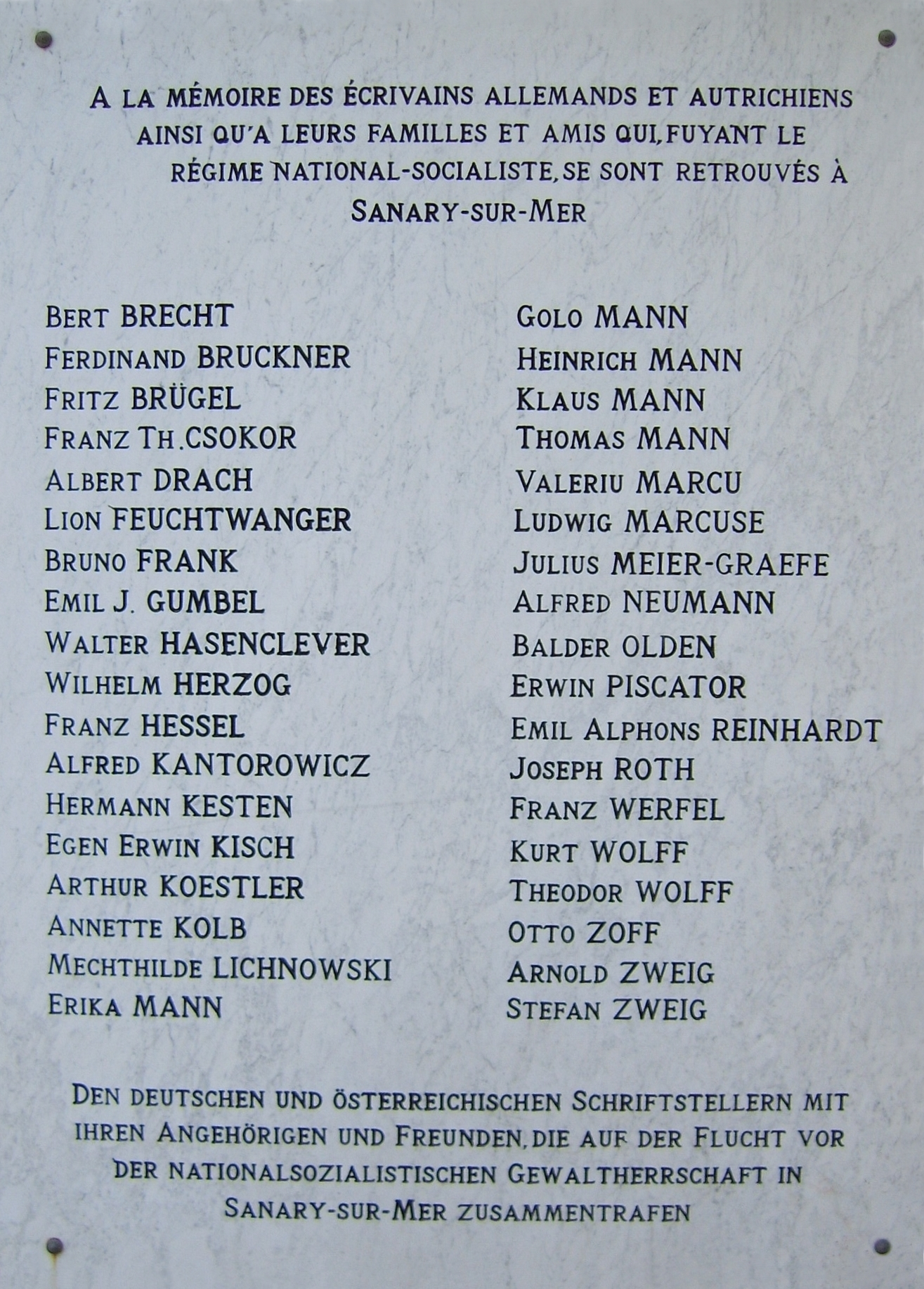
Gedenktafel für die deutschen und österreichischen Flüchtlinge in Sanary-sur-Mer, unter ihnen Albert Drach

Albert Drach

Albert Drach (* 17. Dezember 1902 in Wien; † 27. März 1995 in Mödling) war ein österreichischer jüdischer Schriftsteller und Jurist.

## Leben

### Familie und frühe Jahre
Albert Drach stammte väterlicherseits von sephardischen Großbauern aus der Bukowina ab. Sein Vater Wilhelm Drach (1859–1935) hatte Mathematik und Philosophie in Czernowitz und in Wien studiert. Wilhelm blieb in Wien, arbeitete zunächst als Gymnasialprofessor, wechselte aber später ins Bankfach und wurde bei der Länderbank Vorstandsmitglied. Mit seiner ersten Frau, der Katholikin Amalie Pyrker, hatte er eine Tochter Alma (1895–1961), die katholisch erzogen wurde. Nach dem Tod seiner Gattin heiratete Wilhelm Drach Jenny Pater (1875–1939), die aus einer Wiener aschkenasischen gutbürgerlichen Kaufmannsfamilie stammte. Ihr gemeinsamer Sohn Albert wurde jüdisch erzogen, auch wenn die Familie keine streng religiösen Ansichten pflegte; der Vater war politisch deutschnational gesinnt.
Albert Drach wuchs in Wien auf und besuchte von 1913 bis 1921 das Wiener Akademische Gymnasium. Als er während eines Familienurlaubs in Lunz am See eine Wasserleiche sah, beschloss er als Schriftsteller unsterblich zu werden. Sein, nach eigenem Erinnerungsvermögen, erster Vers: "Es steht ein Haus auf einer Wand / an einen Felsen angebannt..." sollte der Anfang einer Schriftstellerkarriere sein, die erst in späteren Jahren Wellen schlug. 1917 erschienen Gedichte im Wiener Journal, sein Vater finanzierte den Druck des Gedichtbandes "Kinder der Träume" (1919).
1917 kaufte der Vater den Marienhof in Mödling und die Familie zog dorthin, während Albert in Wien blieb. Er freundete sich mit Anton Wildgans an, der seine literarischen Ambitionen unterstützte. Nach der Matura studierte Drach Rechtswissenschaften und wurde im Februar 1926 promoviert. Eines seiner bis dahin entstandenen, aber unveröffentlichten Dramen, "Satansspiel vom göttlichen Marquis", reichte er für den Kleist-Preis 1928 ein. Neben seiner schriftstellerischen Tätigkeit führte Drach ein Anwaltsbüro in Mödling, er wurde jedoch von seinem Vater finanziell unterstützt. Als der Vater 1935 starb, musste er von seiner Anwaltstätigkeit leben.
Nach dem Anschluss am 13. März 1938 und dem danach auch in Österreich geltenden Berufsverbot für jüdische Anwälte wollte Drach zunächst nicht emigrieren. Er wehrte sich sogar mit rechtlichen Mitteln gegen den kommissarischen Verwalter seines Hauses. Da er in Mödling Repressalien ausgesetzt war, sowohl allgemein antisemitischen als auch beruflichen von früheren Prozessgegnern, zog er nach Wien. Seine Schwester Alma, seit 1918 mit dem polnischen Industriellen Alexander Gartenberg verheiratet, überzeugte ihn am 25. Oktober, Wien in Richtung Jugoslawien zu verlassen. Seine Mutter blieb in Mödling zurück.

### Emigration
Nach einem Monat Aufenthalt in Split fuhr Drach nach Paris. Hier wurde er von seinem Onkel Rodolphe Lebel und finanziell von seiner Schwester unterstützt. Auf behördliche Anordnung musste er ab 26. Februar 1939 seinen Aufenthalt in Nizza nehmen, wo er bis zur Kriegserklärung am 3. September relativ unbeschwert lebte. Hier entstand auch eine erste Version des später so benannten Großen Protokolls gegen Zwetschkenbaum. Er verkehrte nicht in den literarischen Emigrantenkreisen. Zu seinen Freunden und Bekannten zählte der Sänger Joseph Schmidt. Nach Kriegsausbruch musste Drach, wie alle erwachsenen männlichen Deutschen, in ein Internierungslager, in seinem Fall das Sportstadion in Antibes, nun Centre de rassemblement Fort-Carré. Nach wenigen Tagen entlassen, kehrte er nach Nizza zurück. Im Oktober wurde er wieder interniert, diesmal in Les Milles nahe Aix-en-Provence, wurde jedoch krankheitshalber wiederum bald entlassen. Wieder in Nizza, traf er seine Schwester, die mit ihrem Mann aus Polen geflohen war und auf dem Weg in die Emigration war. Am 28. Oktober starb seine Mutter in Wien nach einer Gallenoperation.
Im Mai 1940 wurde Drach abermals interniert, wieder in Les Milles. Hier traf er unter anderen Walter Hasenclever. Das Lager wurde später von den ebenfalls Internierten Lion Feuchtwanger, Alfred Kantorowicz und dem Psychoanalytiker Fritz Wengraf geschildert. Drach schilderte seine Erlebnisse in Unsentimentale Reise. Während des Zusammenbruchs Frankreichs wurde das Lager geräumt, Drach wurde in einem Zug über Bayonne an der Atlantikküste nach Nîmes gebracht, wo er im Camp Saint-Nicolas interniert wurde. Aus diesem Lager floh Drach und lebte bis September 1942 ohne französische Papiere in Nizza. Nach Inkrafttreten der Judenstatute wurde Drach am 8. September 1942 verhaftet und in das Sammellager Rivesaltes gebracht. Hier gelang es ihm sich als „Arier“ auszugeben, unter anderem dadurch, dass er die Abkürzung IKG hinter seinem Geburtsdatum, Kürzel für Israelitische Kultusgemeinde, auf seinem Heimatschein als „in katholischem Glauben“ übersetzen ließ. Mit Dokumenten seiner Schwester gab er auch deren katholische Mutter als seine eigene aus. Dadurch war er nach französischem Gesetz kein Jude und wurde freigelassen. Er lebte wieder in Nizza, bis im September 1943 deutsche Truppen die Stadt besetzten.
Drach versteckte sich im Ort Valdeblore, einem kleinen Ort in den Meeralpen nahe der italienischen Grenze. Dank der Hilfe seitens der Gemeinde überlebte er bis zur Ankunft der US Army. Danach arbeitete er in Nizza als Übersetzer für das amerikanische Militär und betrieb seine Einbürgerung in Frankreich. Im Oktober 1947 besuchte er erstmals wieder Wien und Mödling.

### Wieder in Österreich

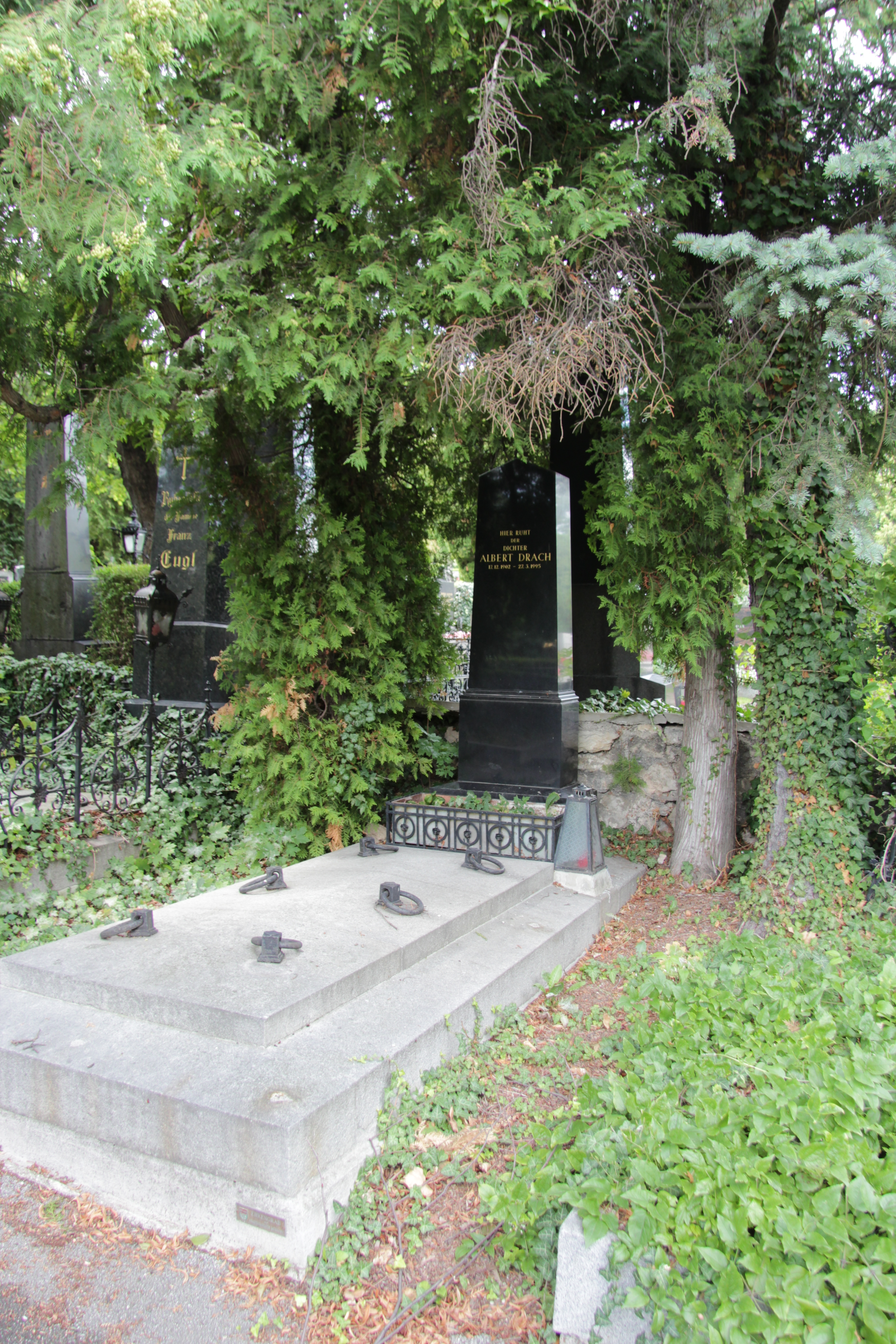
Grab Drachs am Mödlinger Friedhof

Er begann in Wien wieder als Rechtsanwalt zu arbeiten. Der juristische Kampf um sein Haus in Mödling dauerte bis 1955. Mobiliar und Bibliothek blieben verloren. Im Juni 1948 zog er nach Mödling und eröffnete im Oktober seine Anwaltskanzlei. Nebenbei hielt er Vorträge im Radio, publizieren konnte er jedoch nach wie vor nicht. Sein Manuskript "Das große Protokoll gegen Zwetschkenbaum" wurde bis 1962 von 16 Verlagen abgelehnt. 1951 lernte er seine spätere Frau Gerty Rauch kennen, 1952 kam Sohn Wilhelm zur Welt, kurz nach der Hochzeit 1954 Tochter Jenny.
Nachdem er beim Verlag Langen Müller seine "Kleinen Protokolle" eingereicht hatte, beschloss der Verlag, eine achtbändige Gesamtausgabe herauszubringen. Als erster Band erschien 1964 "Das große Protokoll gegen Zwetschkenbaum", das ein literarischer und buchhändlerischer Erfolg wurde. Der autobiographische Roman "Unsentimentale Reise" von 1966 wirkte auf die Kritik eher verstörend. Die Uraufführung von "Das Kasperlspiel vom Meister Siebentot" 1967 am Landestheater Darmstadt wurde ein Achtungserfolg. 1968 wechselte Drach zum Claassen-Verlag, der Roman "„Z.Z.“ das ist die Zwischenzeit" wurde jedoch ein Misserfolg, die weiteren Bände blieben unbeachtet. Drach arbeitete weiterhin als Anwalt in Mödling, bis er seine Anwaltskanzlei 1984 aufgrund weitgehender Erblindung schließen musste.
1987 wurde Drachs Werk von André Fischer wiederentdeckt und erfolgreich beworben. Der Hanser Verlag veröffentlichte 1988 erneut die "Unsentimentale Reise", die nun auf breite Resonanz stieß. 1989 folgte bei Hanser die Neuausgabe von "Das große Protokoll gegen Zwetschkenbaum", 1990 von "„Z.Z.“ das ist die Zwischenzeit".
1993 wurde Drach für den Literaturnobelpreis vorgeschlagen.
Albert Drach starb am 27. März 1995 im Alter von 92 Jahren in Mödling. Bestattet ist er am Mödlinger Friedhof.
Im Sterbehaus, Hauptstraße 44, befindet sich die Albert-Drach-Gedächtnisstätte. In Mödling wurde der Dr. Albert Drach-Weg ⊙ nach ihm benannt.

## Auszeichnungen und Ehrungen
- 1972 Literaturpreis der Stadt Wien
- 1975 Kulturpreis des Landes Niederösterreich
- 1988 Georg-Büchner-Preis
- 1990 Österreichisches Ehrenzeichen für Wissenschaft und Kunst
- 1991 Manès-Sperber-Preis
- 1993 Grillparzer-Preis

## Literarisches Schaffen

### Schreibstil
Albert Drach betonte immer wieder, dass für ihn der Schreibstil wesentlich wichtiger gewesen ist als der bearbeitete Stoff selbst. Den Hintergrund für seine distanzierte Optik, seinen nüchternen Protokollstil mit sympathetischer Kälte gegenüber den Antihelden, bildet die Absicht, etwas unverfälscht darstellen zu wollen. Drach versuchte aus den Dingen zu machen, was ihm geboten wurde, mit der Konsequenz einer zum Zynismus gesteigerten ironischen Schreibart. Die Ironie ermöglichte ihm einerseits präzise zu erzählen und sich anderseits vom Geschriebenen zu distanzieren. Ebendiese ironische Struktur der Texte öffnet weitere Sinndimensionen neben dem faktisch Berichteten. Der Leser wird dadurch gezwungen, über das Gelesene nachzudenken, um dahinterzukommen, was die eigentliche Aussage ist.
Der Protokollstil leitet sich vom Stil behördlicher Protokolle ab, besonders erkenntlich auch durch die Verwendung indirekter Reden. In der frühen Drach-Rezeption, in den 1960er Jahren, wurde dies vielfach als schrulliger Kanzleistil etwa im Stile Herzmanovsky-Orlandos interpretiert (dessen Werke übrigens im gleichen Verlag erschienen). Der Protokollstil dient jedoch vielmehr dazu, die Distanz zu den Hauptfiguren zu vergrößern, die Identifikation des Lesers mit ihnen zu erschweren.

### Romane
Das große Protokoll gegen Zwetschkenbaum, geschrieben 1939, veröffentlicht erst 1964, gilt als Drachs bekanntestes Werk. Der Talmud-Schüler Schmul Leib Zwetschkenbaum wird des Diebstahls von Zwetschken bezichtigt und gerät in die Mühlen der Justiz. Zeitlich ist der Roman am Ende der Habsburgermonarchie und dem Beginn der Ersten Republik angesiedelt.
Untersuchung an Mädeln erzählt, wie zwei Vergewaltigungsopfer zu Mörderinnen ihres Vergewaltigers gestempelt werden, wobei letzterer eigentlich nur verschwunden ist. Der Roman wurde 1998 unter der Regie von Peter Payer mit Anna Thalbach, Elke Winkens, Otto Sander und Max Tidof verfilmt (siehe: Untersuchung an Mädeln).

### Autobiographische Schriften
„Z.Z.“ das ist die Zwischenzeit. Ein Protokoll behandelt Drachs Erlebnisse zwischen dem Tod seines Vaters 1935 und seiner Ausreise aus Österreich 1938, bei der seine Mutter zurückbleibt. Dies ist jedoch auch die Zeit des österreichischen Ständestaats zwischen Demokratie und Drittem Reich. Die Figuren werden nicht mit Namen genannt, sondern heißen Vater, Mutter, Sohn usw. Die einzige Ausnahme ist Adolf Hitler. Der Sohn, d. h. Drach selbst, wird als nicht allzu sympathischer Frauenheld beschrieben.
Unsentimentale Reise. Ein Bericht ist nicht im Protokollstil abgefasst. Der Protagonist, Drachs Alter ego Pierre Kucku, erzählt in der Ich-Form die Erlebnisse in der französischen Emigration. Die tatsächlichen Ereignisse sind oft stark literarisch überarbeitet.
Das Beileid schließt inhaltlich an Unsentimentale Reise an und schildert die erste Reise nach Wien, die wiederholte Rückkehr nach Nizza, die Zeit bis zur Heirat.

### Dramen
Drachs Dramen werden von der Forschung in die Nähe Jarrys und Pirandellos gestellt. Die Dramenfiguren werden nicht psychologisch gezeichnet, sondern treten als typologische Figuren auf.
Das Satansspiel vom göttlichen Marquis handelt von der Geschichte des Marquis de Sade während der Französischen Revolution.
Das Kasperlspiel vom Meister Siebentot ist ein Anti-Hitler-Stück, in dem die Figur des Kasperl das Böse verkörpert.

## Rezeption
Das literarische Schaffen von Albert Drach zeichnet sich durch eine extreme Ungleichzeitigkeit aus, in der literarischen Produktion auf der einen Seite und der Publikation und Rezeption auf der anderen Seite. Es ist eine Rezeptionsgeschichte des Vergessens und Wiederentdeckt-Werdens. Der Durchbruch gelang dem damals bereits 62-Jährigen mit dem Erscheinen des Großen Protokolls gegen Zwetschkenbaum 1964 bei Langen-Müller. Im Allgemeinen wurde Drach allerdings als "kultiviert-konservativer k.u.k.-Autor" bekannt und in seinem Anliegen völlig missverstanden. So wurde etwa sein nüchtern-zynischer autobiographischer Bericht Unsentimentale Reise 1966 kaum registriert und zu einem Misserfolg, während dieses Buch heute als herausragender Text zur Exilthematik bewertet wird. Obwohl die Rezeption seines Werks also zu seinen Lebzeiten schubweise und unter fragwürdigen Vorzeichen stattfand, ist der Büchner-Preisträger zumindest noch nicht völlig vergessen.

## Werke

### Erstausgaben
- Kinder der Träume, Amalthea, Zürich/Leipzig/Wien 1919
- Gesammelte Werke (bis 1966: Langen-Müller, München/Wien)
  - Bd. 1. Das große Protokoll gegen Zwetschkenbaum, 1964
  - Bd. 2. Das Spiel vom Meister Siebentot und weitere Verkleidungen, 1965
  - Bd. 3. Die kleinen Protokolle und das Goggelbuch, 1965
  - Bd. 4. Das Aneinandervorbeispiel und die inneren Verkleidungen, 1966
  - Bd. 5. Unsentimentale Reise. Ein Bericht, 1966
  - Bd. 6. Z.Z. das ist die Zwischenzeit, 1968 (ab hier: Claassen, Hamburg/Düsseldorf)
  - Bd. 7. Gottes Tod ein Unfall, 1972
  - Bd. 8. Untersuchung an Mädeln, 1971
- In Sachen de Sade, Claassen, Düsseldorf 1974
- Ia und Nein, Hanser, München/Wien 1992
- Das Beileid. Nach Teilen eines Tagebuchs, Droschl, Graz/Wien 1993
- Ironie vom Glück. Kleine Protokolle und Erzählungen, Hanser, München/Wien 1994
- O Catilina, Hanser, München/Wien 1995

### Werkausgabe
Albert Drach. Werke in zehn Bänden. Hrsg. von Ingrid Cella, Bernhard Fetz, Wendelin Schmidt-Dengler und Eva Schobel. Paul Zsolnay Verlag, Wien 2002ff.
- Bd. 1: Untersuchung an Mädeln. Kriminalprotokoll. Hrsg. von Ingrid Cella. 2002, ISBN 978-3-552-05211-6.
- Bd. 2: „Z.Z.“ das ist die Zwischenzeit. Ein Protokoll. Hrsg. und mit einem Nachwort von Wendelin Schmidt-Dengler unter Mitarbeit von Eva Schobel. 2003, ISBN 978-3-552-05230-7.
- Bd. 3: Unsentimentale Reise. Ein Bericht. Hrsg. von Bernhard Fetz und Eva Schobel. 2005, ISBN 978-3-552-05265-9.
- Bd. 4: Das Beileid. Nach Teilen eines Tagebuchs. Hrsg. von Bernhard Fetz und Eva Schobel. 2006, ISBN 978-3-552-05266-6.
- Bd. 5: Das große Protokoll gegen Zwetschkenbaum. Hrsg. von Eva Schobel und Bernhard Fetz, Nachwort von André Fischer. 2008, ISBN 978-3-552-05226-0.
- Bd. 7/I: Das Goggelbuch. Hrsg. von Gerhard Hubmann und Eva Schobel, Nachwort von Eva Schobel. 2011, ISBN 978-3-552-05548-3.
- Bd. 7/II: Amtshandlung gegen einen Unsterblichen. Die kleinen Protokolle. Hrsg. von Ingrid Cella, Gerhard Hubmann und Eva Schobel. 2013, ISBN 978-3-552-05267-3.
- Bd. 7/III: Die Erzählungen. Hrsg. von Ingrid Cella, Alexandra Millner und Eva Schobel. 2014, ISBN 978-3-552-05666-4.
- Bd. 8/I: Das Kasperlspiel vom Meister Siebentot. Dramen I. Hrsg. von Alexandra Miller. 2022, ISBN 978-3-552-05270-3.
- Bd. 8/II: Gottes Tod ein Unfall. Dramen II. Hrsg. von Alexandra Millner. 2022, ISBN 978-3-552-07315-9.
- Bd. 9: „O Catilina“ / Kudrun. Hrsg. von Gerhard Fuchs. 2018, ISBN 978-3-552-05268-0.
- Bd. 10: Gedichte. Hrsg. von Reinhard Schulte. 2009, ISBN 978-3-552-05271-0.

## Belege
Der Artikel beruht vorwiegend auf folgenden Unterlagen:
- Eva Schobel: Albert Drach. Ein wütender Weiser. Residenz Verlag, Salzburg u. a. 2002, ISBN 3-7017-1314-6.

## Weiterführende Literatur
- Drach, Albert, in: Werner Röder; Herbert A. Strauss (Hrsg.): International Biographical Dictionary of Central European Emigrés 1933–1945. Band 2,1. München: Saur, 1983, S. 225
- Hans Heinrich: Erinnerung an Albert Drach. WM-Literatur-Verlag, Weilheim 2009, ISBN 978-3-9809600-2-1
- Mary Cosgrove: Grotesque ambivalence. Melancholy and mourning in the prose work of Albert Drach. Tübingen: Niemeyer 2004. (= Conditio Judaica; 49) ISBN 3-484-65149-0
- Albert Drach, hrsg. v. Gerhard Fuchs u. Günther A. Höfler. Graz u. a.: Droschl 1995. (= Dossier; 8) ISBN 3-85420-406-X
- Burkhardt Wolf: "Untersuchung an Schreibern. Albert Drachs Proto-Protokolle". In: DVjS 92/1 (2018), S. 89–115. ISSN 0012-0936 doi:10.1007/s41245-018-0052-8
- Reinhard Schulte: Albert Drach und sein Theater, Tübingen : [Selbstverlag], 1993
- In Sachen Albert Drach. Sieben Beiträge zum Werk, hrsg. v. Bernhard Fetz. Wien: Universitätsverl. 1995. ISBN 3-85114-209-8
- André Fischer: Inszenierte Naivität. Zur ästhetischen Simulation von Geschichte bei Günter Grass, Albert Drach und Walter Kempowski. München: Fink 1992. (= Theorie und Geschichte der Literatur und der schönen Künste; 85; Reihe C, N.F.; 9) ISBN 3-7705-2754-2
- Anne Fuchs: A space of anxiety. Dislocation and abjection in modern German-Jewish literature.  Amsterdam u. a.: Rodopi 1999. (= Amsterdamer Publikationen zur Sprache und Literatur; 138) ISBN 90-420-0797-4
- Alexandra Millner: Spiegelwelten – Weltenspiegel. Zum Spiegelmotiv bei Elfriede Jelinek, Adolf Muschg, Thomas Bernhard, Albert Drach. Wien: Braumüller 2004. (= Wiener Arbeiten zur Literatur; 19) ISBN 3-7003-1484-1
- Herbert Scheschy: Albert Drach und die Literaturgeschichtsschreibung. Ein Diskurs über "falsche Moral" und "falsche" Literatur. Frankfurt am Main-Bern-Bruxelles-New York-Oxford-Warszawa-Wien: Peter Lang 2017. ISBN 978-3-631-67520-5
- Matthias Settele: Der Protokollstil des Albert Drach. Recht, Gerechtigkeit, Sprache, Literatur. Frankfurt am Main: Lang 1992. (= Europäische Hochschulschriften; Reihe 1, Deutsche Sprache und Literatur; 1343) ISBN 3-631-44911-9
- Jürgen Egyptien: Albert Drach. In: Andreas B. Kilcher (Hrsg.): Metzler Lexikon der deutsch-jüdischen Literatur. Jüdische Autorinnen und Autoren deutscher Sprache von der Aufklärung bis zur Gegenwart. Metzler, Stuttgart/Weimar 2000, ISBN 3-476-01682-X, S. 123–125.
- Ernestine Schlant: Albert Drach. In: Dictionary of Literary Biography. Volume 85: Austrian Fictions Writers After 1914. A Bruccoli Clark Layman Book, Detroit 1989, ISBN 0-8103-4563-3, S. 138–147, (englisch).
- Eva Schobel: Albert Drach. Ein wütender Weiser. Residenz Verlag, Salzburg-Wien-Frankfurt/Main 2002, ISBN 3-7017-1314-6. (umfangreiche Biografie)